# Харламова, Ангелина Петровна
Ангелина Петровна Харламова (род. 20 марта 1939, Сосновка, Ивановская область) — работница советского сельского хозяйства, бригадир по выращиванию цыплят Ивановской птицефабрики, Герой Социалистического Труда.

## Биография
Родилась 20 марта 1939 года в деревне Сосновка Лежневского района Ивановской области в крестьянской семье. Русская. Окончила 7 классов в селе Чернцы, затем Шуйскую сельскохозяйственную школу.
Трудовую деятельность начала в совхозе «Согласие» телятницей, дояркой. В 1960 году работала на строительстве корпусов новой птицефабрики в селе Шилыково. С 1961 года осталась работать птичницей на новой птицефабрике, получившей название Ивановской. Сначала в цехе по выращиванию цыплят, затем перешла в отстающий цех маточного поголовья. За короткий срок добилась высоких результатов — каждая несушка стала давать за год не 165 яиц, а 230 и более. Работу на производстве совмещала с заочной учёбой в Юрьевецком сельскохозяйственном техникуме.
В 1969 году вновь перешла работать в цех по выращиванию цыплят, уже бригадиром. Цех к тому времени стал отстающим, и новому бригадиру пришлось приложить не мало усилий, чтобы достигнуть высоких результатов. Начала с внедрения звеньевой организации труда, повышения коллективной и личной ответственности за порученное дело. Её бригада одной из первых освоила прогрессивный график выращивания молодняка, что позволило резко сократить падеж цыплят, улучшить природные качества птицы. В цехе установили комплексно-механизированные клетки, создали единую систему регулирования микроклимата. Сбор продукции на тех же площадях возрос на треть. За четыре года IX пятилетки бригада добилась почти полной сохранности молодняка. В 1974 году было выращено 1419 тысяч цыплят.
Указом Президиума Верховного Совета СССР от 10 февраля 1975 года за выдающиеся успехи, достигнутые во Всесоюзном социалистическом соревновании, и проявленную трудовую доблесть в досрочном выполнении заданий девятой пятилетки и принятых обязательств по увеличению производства и продажи государству продуктов животноводства Ангелине Харламовой присвоено звание Героя Социалистического Труда с вручением ордена Ленина и золотой медали «Серп и Молот».
Работала на Ивановской птицефабрике до выхода на пенсию. Живёт в селе Шилыково.
Награждена орденами Ленина, Трудового Красного Знамени, медалями.